# Дойнова, Анна Прокофьевна
Анна Прокофьевна Дойнова (Шило) (род. 10 июня 1937, теперь Республика Польша) — советская работница, новатор производства, изолировщица Бердянского завода «Азовкабель» Запорожской области. Герой Социалистического Труда (3.01.1974). Кандидат в члены ЦК КПУ в 1976—1981 годах.

## Биография
Родилась в крестьянской семье. В 1945 году семья была переселена в село Луначарское Бердянского района Запорожской области. Окончила семь классов сельской школы, а в 1954 году окончила школу № 9 города Бердянска.
В 1954—1992 годах — изолировщица, бригадир изолировщиц Бердянского завода «Азовкабель» Запорожской области.
Член КПСС с 1961 года. Новатор производства. Активно осваивала новую технику, была автором многих рационализаторских изобретений.
В 1986—1991 годах — член Комитета советских женщин.
Потом — на пенсии в селе Азовское Бердянского района Запорожской области.

## Награды
- Герой Социалистического Труда (3.01.1974)
- два ордена Ленина (3.01.1974,)
- орден Знак Почета
- медали
- почетный гражданин города Бердянска (1977)
- почетный работник электрической промышленности СССР